# Edita Vokral
Edita Vokral (geboren am 31. Januar 1960 in Prag) ist eine Schweizer Diplomatin. Sie ist seit Oktober 2019 Missionschefin, sowie ausserordentliche und bevollmächtigte Schweizer Botschafterin in Bolivien, mit Sitz in La Paz.

## Werdegang
Edita Vokral wurde in Prag geboren und ist in Prag, Khartum (Sudan) und am Bodensee aufgewachsen.
Nach dem Studium an der Universität Zürich und am Lateinamerika-Institut der Freien Universität Berlin (Dr. phil.) war Edita Vokral in der Forschung in Peru, Bolivien und Ecuador und als Lehrbeauftragte in Altamerikanistik an der Freien Universität Berlin, an der Eberhard-Karls-Universität Tübingen und an der Universität Basel tätig.
Von 1990 bis 1993 war sie für die Ernährungs- und Landwirtschaftsorganisation der Vereinten Nationen FAO in Ecuador im Einsatz, anschliessend für die Direktion für Entwicklung und Zusammenarbeit DEZA in Tansania. Danach arbeitete sie als wissenschaftliche Mitarbeiterin in der Evaluationssektion und als stellvertretende Sektionschefin beim Strategischen Controlling des DEZA in Bern, bevor sie als Leiterin des DEZA-Kooperationsbüros und Chargée des Affaires consulaires in Mali wirkte.
Im Juni 2003 wurde sie zur stellvertretenden Leiterin des Bereichs bilaterale Entwicklungszusammenarbeit ernannt, im Januar 2008 zur Bereichsleiterin a. i. Ab Oktober 2008 war Edita Vokral als Vizedirektorin der DEZA und Chefin des Direktionsbereichs Regionale Zusammenarbeit tätig, bevor sie der Schweizer Bundesrat im Mai 2011 zur ausserordentlichen und bevollmächtigten Botschafterin in der Republik Haiti ernannte. Vokral trat dieses Amt im Juli 2011 an.
Seit Oktober 2019 ist sie Missionschefin, sowie ausserordentliche und bevollmächtigte Schweizer Botschafterin in Bolivien, mit Sitz in La Paz.